# Interpretation
 Interpretation  è una rivista accademica trimestrale di studi biblici, sottoposta a revisione paritaria. Fondata nel 1947, viene pubblicata dalla casa editrice SAGE Publishing per conto dell'Union Presbyterian Seminary di Richmond in Virginia.
Gli articoli e i relativi abstract sono indicizzati da:
- Children's Book Review Index;
- Guide to Social Science & Religion in Periodical Literature;
- International Review of Biblical Studies;
- New Testament Abstracts.